# ایگزکت
ایگزکت (انگلیسی: Exact) شرکت فناوری اطلاعات هلندی است، که در سال ۱۹۸۴ تأسیس شد.